# 에콰도르 U-20 축구 국가대표팀
에콰도르 U-20 축구 국가대표팀(스페인어: selección de fútbol sub-20 de Ecuador)은 에콰도르를 대표하는 20세 이하의 축구 국가대표팀으로, 에콰도르의 축구 관리 기관인 에콰도르 축구 연맹의 관리를 받는다. FIFA U-20 월드컵에 5번 출전해 2019년에 3위에 올랐으며, CONMEBOL U-20 축구 선수권 대회에 18번 출전해 2019년에 우승을 기록했다.